# Bobrof
Bobrof (in lingua aleutina Walĝa) è un'isola che fa parte del gruppo delle Andreanof, nell'arcipelago delle Aleutine; si trova nel mare di Bering e appartiene all'Alaska (USA).
È stata registrata da Joseph Billings nel 1790. Il capitano Mihail Teben’kov della Marina imperiale russa la indica sulle mappe (1852) come isola Bobrovoy Vilga (in russo bobrovye significa castoro).
Bobrof si trova 15 km a nord-ovest di Kanaga e 11 km a nord-est di Capo Sudak dell'isola di Tanaga. L'isola, lunga 4 km per 3,4 di larghezza, ha una superficie di 7,7 km² e consiste quasi interamente nel vulcano Bobrof che raggiunge i 738 m di altitudine.

## Voci correlate

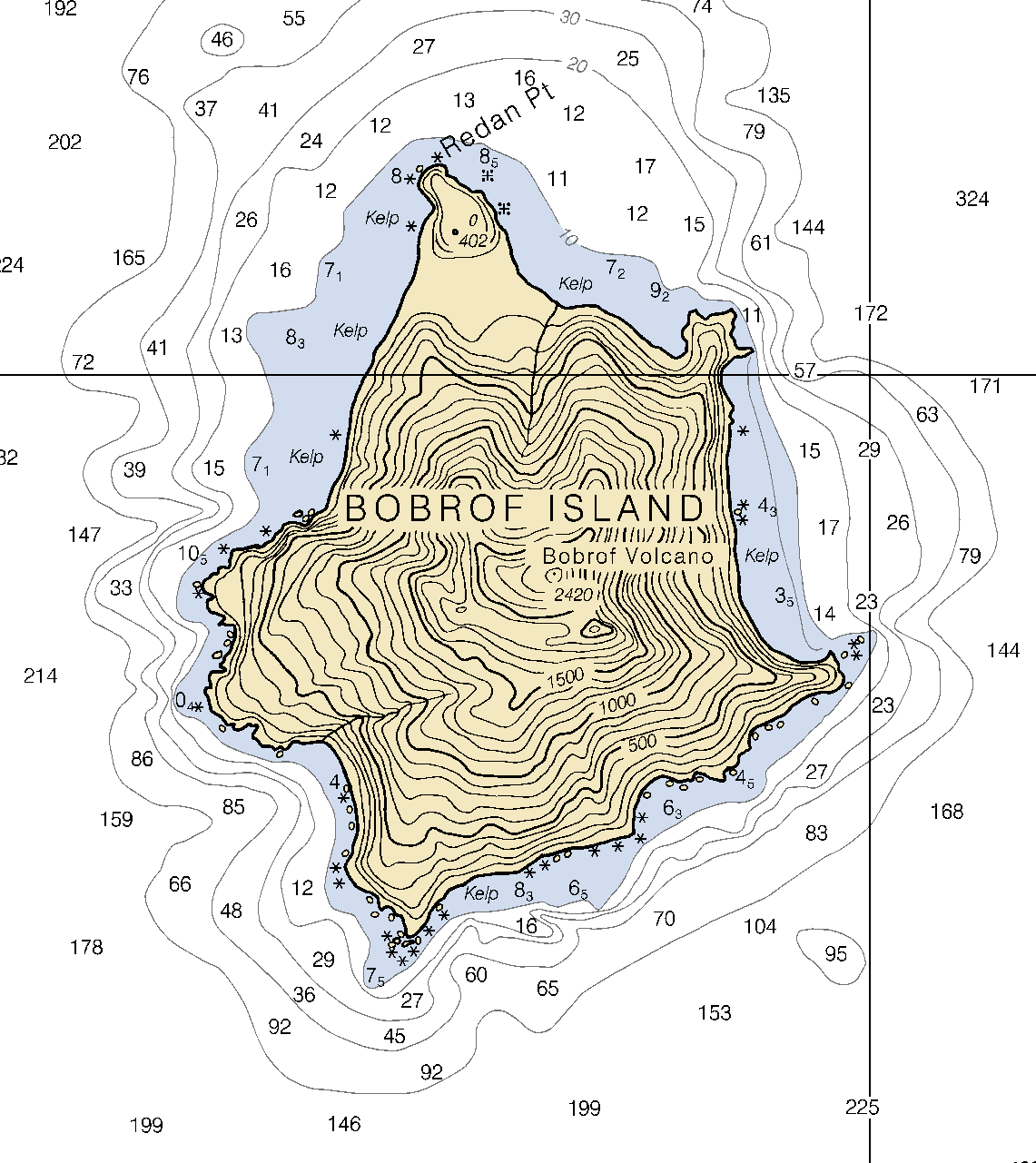
Carta nautica di Bobrov